# Rolandas Paksas
Rolandas Paksas (10 de junio de 1956 en Telšiai, Samogitia, antigua RSS de Lituania) es un político lituano.
Actualmente encabeza el partido Orden y Justicia. Fue el Presidente de la República de Lituania, desde el 26 de febrero de 2003 hasta el 6 de abril de 2004, cuando fue destituido del cargo. Él es el primer jefe de un estado europeo que ha sido destituido de su cargo.